# 마셔브룸산
마셔브룸산(Mount Masherbrum) 또는 K1은 파키스탄 길기트발티스탄의 산으로 세계에서 22번째, 파키스탄에서 11번째로 높은 산이다.